# When the Wind Blows (nummer)
When the Wind Blows is een nummer van Britse muzikant David Bowie, geschreven voor de soundtrack van de film When the Wind Blows.
Het nummer markeert de tweede keer dat Bowie een bijdrage leverde aan een verfilming van een boek van Raymond Briggs, eerder heeft hij de inleiding ingesproken voor de film The Snowman. Het nummer was het resultaat van een samenwerking met multi-instrumentalist Erdal Kızılçay, die in de toekomst met Bowie bleef werken op albums als The Buddha of Suburbia en 1. Outside.
De videoclip bevatte een montage van beelden uit de film, waar Bowies geanimeerde gezicht overheen werd gelegd. Sindsdien is het nummer enigszins zeldzaam geworden en verschijnt nauwelijks op compilatiealbums.
In tegenstelling tot de meeste andere instrumentale B-kanten uit de jaren '80 was de instrumentale versie van "When the Wind Blows" niet een versie van het nummer zonder zang, maar een compleet nieuwe orkestrale opname.

## Tracklijst
- Tekst geschreven door Bowie, muziek door Bowie en Erdal Kızılçay.

7"-versie
1. "When the Wind Blows" - 3:32
2. "When the Wind Blows" (Instrumentaal) - 3:52

12"-versie
1. "When the Wind Blows" (Extended Mix) - 5:46
2. "When the Wind Blows" (Instrumentaal) - 3:52

Downloadsingle (2007)
1. "When the Wind Blows" - 3:34
2. "When the Wind Blows" (Extended Mix) - 5:36
3. "When the Wind Blows" (Instrumentaal) - 3:46

## Muzikanten
- David Bowie: zang
- Erdal Kızılçay
- Roger Waters

Andere muzikanten onbekend

## Hitnoteringen

### Nederlandse Tipparade
| Hitnotering: 01-11-1986 t/m 15-11-1986 | Hitnotering: 01-11-1986 t/m 15-11-1986 | Hitnotering: 01-11-1986 t/m 15-11-1986 | Hitnotering: 01-11-1986 t/m 15-11-1986 | Hitnotering: 01-11-1986 t/m 15-11-1986 |
| Week:                                  | 1                                      | 2                                      | 3                                      |                                        |
| -------------------------------------- | -------------------------------------- | -------------------------------------- | -------------------------------------- | -------------------------------------- |
| Positie:                               | 29                                     | 20                                     | 16                                     | uit                                    |

### Nationale Hitparade top 50 /Single Top 100
| Hitnotering: 15-11-1986 | Hitnotering: 15-11-1986 | Hitnotering: 15-11-1986 |
| Week:                   | 1                       |                         |
| ----------------------- | ----------------------- | ----------------------- |
| Positie:                | 50                      | uit                     |